# Partecipazioni a cascata
Il termine partecipazioni a cascata identifica un tipo di partecipazione societaria dei gruppi di società a struttura complessa, ovvero quelli in cui sono presenti partecipazioni indirette. 

## Descrizione
Nei gruppi a cascata una società (A), denominata holding, controlla con una partecipazione diretta un'altra società (B) che a sua volta ne controlla un'altra (C) e così via. In tal senso, le società sono legate tra loro a cascata.
Quando l'impresa A possiede azioni di B e, viceversa, anche B possiede azioni di A si parla di partecipazione incrociata, sia che le due imprese siano collegate sia nel caso in cui si tratti di imprese reciprocamente controllantisi.
Questo fenomeno può riguardare anche i gruppi a struttura semplice, i quali mantengono però tale qualifica quando vi è una sostanziale prevalenza delle partecipazioni dirette rispetto a quelle indirette, o qualora queste ultime non siano particolarmente articolate.
I vantaggi di questa operazione sono quelli tipici della leva azionaria. Dal lato opposto, i tempi di "risalita" degli utili dalle società operative alla capogruppo sono tanto più brevi quanto più è corta la catena di controllo, vale a dire il numero di livelli di società partecipate.